# Jumirim
Jumirim est une municipalité brésilienne de l'État de São Paulo et la Microrégion de Piracicaba.